# Хусейн Таваколі
Хусейн Таваколі (10 січня 1978) — іранський важкоатлет.
Олімпійський чемпіон 2000 року в категорії 105 кг.
Бронзовий призер Азійських ігор 2002 року в категорії 105 кг.
Чемпіон Азії 1999 року в категорії 105 кг, срібний призер 2004 року в категорії 105 кг.